# Битва під Хотином (картина Юзефа Брандта)
Битва під Хотином – картина олією Юзефа Брандта, написана у 1867 р. 

## Опис
Роботу над картиною Брандт почав у 1865 році під впливом твору Вацлава Потоцького «Хотинська війна». З лівого боку картини зображено гетьмана Яна Кароля Ходкевича, командувача війсь Речі Посполитої у битві, а з правого – бій польської кінноти з турецькою. Картина була представлена на Всесвітній виставці в Парижі, потім виставлялася у Кракові та Варшаві. Зараз твір знаходиться в колекції Національного музею у Варшаві.